# اسکار برنزانی
اسکار برنزانی (انگلیسی: Oscar Branzani؛ زادهٔ ۱۳ نوامبر ۱۹۸۹) بازیکن فوتبال اهل ایتالیا است.
از باشگاه‌هایی که در آن بازی کرده‌است می‌توان به باشگاه فوتبال چیتادلا اشاره کرد.